# Немченко, Елена Евгеньевна
Еле́на (Алина) Евге́ньевна Не́мченко (Яковлева) (4 ноября 1938 — 24 января 2009, Санкт-Петербург) — советская и российская актриса театра и кино.

## Биография
Елена Немченко родилась в 1939 году. В 1961 году окончила Ленинградский государственный театральный институт им. А. Н. Островского и была принята в труппу БДТ. Дебютировала в театре в роли Терезины в знаменитом спектакле Г. А. Товстоногова «Синьор Марио пишет комедию». В кино же первую роль сыграла ещё во время учёбы в 1959 году в ленте «Не имей 100 рублей…».
Служила в БДТ до конца жизни.
Скончалась после тяжелой, продолжительной болезни. Отпевание прошло в храме Спаса нерукотворного образа на Конюшенной площади.  Похоронена на Серафимовском кладбище в Санкт-Петербурге.

## Семья
Отец — Е.К. Немченко (1906—1970), актёр и режиссёр.  
Супруг — А.А. Яковлев (1940— 2010), похоронен рядом с женой на Серафимовском кладбище.

## Творчество

### Театр
- 1961 — «Синьор Марио пишет комедию» А. Николаи. Постановка Г. А. Товстоногова — Терезина (ввод)
- 1961 — «Варвары» М. Горького. Постановка Г. А. Товстоногова — Стёпа (ввод)
- 1961 — «Моя старшая сестра» А. Володина. Постановка Г. А. Товстоногова — Лида
- 1962 — «Снежная королева» Е. Шварца. Постановка Г. А. Товстоногова — Герда
- 1963 — «Перед ужином» В. Розова. Постановка Г. А. Товстоногова — Верочка
- 1964 — «Поднятая целина» по М. Шолохову. Постановка Г. А. Товстоногова — Варя
- 1964 — «Я, бабушка, Илико и Илларион» Н. Думбадзе, Г. Лордкипанидзе. Постановка Р. С. Агамирзяна — Мэри
- 1966 — «Идиот» по роману Ф. М. Достоевского (вторая редакция). Сценическая композиция и постановка Г. А. Товстоногова — Александра
- 1966 — «Сколько лет, сколько зим!» В. Пановой. Постановка Г. А. Товстоногова — Алёна
- 1966 — «Мещане» М. Горького. Постановка Г. А. Товстоногова — Поля
- 1974 — «Энергичные люди» Василия Шукшина. Постановка Г. А. Товстоногова — Соня
- 1975 — «История лошади» по Л. Н. Толстому. Постановка Г. А. Товстоногова — Хор
- 1982 — «Островитянин» А. Яковлева, постановка  Г. Егорова — Нина
- 1984 — «Порог» А. Дударева, постановка  Г. Егорова — Тамара
- «Молодая хозяйка Нискавуори»
- «Телевизионные помехи»
- «Роза и крест»
- «Я построил дом»
- «Визит старой дамы» Ф. Дюрренматта
- «Макбет» У. Шекспира — придворная дама

### Фильмография
- 1959 — Не имей 100 рублей… — Надя
- 1959 — Горячая душа - Майя (в титрах указана как А. Немченко)
- 1970 — Конец атамана — Наталья Дутова, жена атамана
- 1986 — Пиквикский клуб — Мэри
- 1990 — Бакенбарды — тётя Оля